# Super Dany
Super Dany est un jeu vidéo de plate-forme développé par Cryo Interactive et publié par Virgin Games en 1994, uniquement en Europe. Il est conçu pour être joué sur la console Super Nintendo.

## Principe du jeu
Le joueur doit guider Dany, un jeune garçon en tenue de sport et portant une casquette, à travers les salles et les couloirs d'un château médiéval où il affronte divers ennemis. Il peut également choisir d'autres personnages qui ont chacun leurs spécificités. Mathilde, une jeune fille blonde en robe rose, est plus grande que Dany et saute plus haut. Alors que le troisième personnage, un très jeune garçon blond, est capable de se baisser. En alternant plusieurs fois de personnage au cours d'une même partie, le joueur doit récupérer des clés, ouvrir des murs ou pousser des caisses. Le jeu est constitué de niveaux en deux dimensions. Les derniers niveaux du jeu se déroulent dans les locaux d'une chaîne de télévision. La musique du jeu a été composée par David de Gruttola.